# Connie Booth
Connie Booth (født 2. december 1940 i Indianapolis, Indiana) er en amerikansk manuskriptforfatter og skuespiller, kendt for sin medvirken i Monty Python og Halløj på Badehotellet.
Hun optrådte første gang i britisk tv i 1968, og kort herefter kunne man opleve hende jævnligt i Monty Pythons Flyvende Cirkus.
Hun var desuden medforfatter til og skuespiller i tv-serien Halløj på badehotellet (Fawlty Towers), hvor hun spillede husholdersken Polly.
Hun var i ti år gift med John Cleese og sammen fik de en datter, født i 1971.
Senere arbejdede Connie Booth som psykoterapeut i London.